# 제너두 프로젝트
자나두 프로젝트(영어: Project Xanadu) 또는 자나두 계획은 1960년에 테드 넬슨이 만든 최초의 하이퍼텍스트 프로젝트였다. 자나두 프로젝트의 관리자들은 "오늘날 가장 잘 알려진 소프트웨어가 종이를 따라하고 있다. 월드 와이드 웹 (종이의 다른 모방품)은 한 방향의 단절된 링크들을 포함하면서 콘텐츠나 버전의 관리가 없는 우리의 오리지널 하이퍼텍스트 모델을 하찮은 것으로 만들고 있다."고 이야기하면서 이제 종이와 월드 와이드 웹을 대조하고 있다. 와이어드라는 잡지는 이를 "컴퓨터 산업 역사상 가장 지속적인 베이퍼웨어적인 이야기"라고 일컬었다. 이 프로젝트의 첫 시도를 시작한 것은 1960년이었으나 1998년에 이르러 완성되었다.

## 같이 보기
- 하이퍼텍스트
- 하이퍼미디어
- 메멕스
- Enquire